# Institutul Universitar European
Institutul Universitar European din Florența, Italia, este o instituție de învățământ superior înființată de statele membre ale Uniunii Europene pentru a contribui la dezvoltarea culturală și științifică în domeniul științelor sociale dintr-o perspectivă europeană. Institutul are statutul de organizație interguvernamentală internațională, funcționând în baza unui tratat internațional și este finanțată de către statele membre ale Uniunii Europene și de către Comisia Europeană. IUE oferă doar studii doctorale în științe sociale și politice, economie, istorie și drept, precum și un număr foarte redus de programe de master, în special în drept. Este una dintre cele mai prestigioase universități din Europa în științele sociale, fiind întotdeauna poziționată în fruntea topurilor academice internaționale. 

## Istoria și statele membre
Institutul Universitar European (IUE) a fost fondat de către statele membre ale Comunității Europene, în 1972. A fost fondat în baza unei atmosfere de cooperare, cu sprijinul notabil pentru un Institut European din partea Conferinței de la Haga din 1948 și a Conferinței Culturale Europene din anul următor. Din cauza altor priorități mai stringente, abia la Conferința de la Messina din 1955 au avut loc primele discuții pe marginea proiectului european. În prezența celor șase membri ai Comunității Europene a Cărbunelui și Oțelului, Secretarul de stat german Walter Hallstein s-a folosit de oportunitate pentru a face apel pentru un centru de pregătire în științele nucleare. Acest centru a fost propus în baza Tratatului Euroatom prin care se înființa comunitatea europeană de energie nucleară. Viziunea lui Hallstein a dus la crearea unui instrument de integrare care transcedea naționalismul din trecut. 
Guvernul italian a sprijinit în mod entuziast și a recunoscut o nevoie academică de a studia Europa, luând măsurile necesare, împreună cu Comisia Europeană și Parlamentul European pentru înființarea unei instituții academice în acest sens. Cu toate acestea, abia o decadă mai târziu au început să se vadă primele rezultate ale acestor eforturi, când liderii comunității s-au întâlnit la Haga, în 1969, pentru a finanța Institutul Universitar European din Florența. Până în acest punct, ideea originală a evoluat de la un simplu centru pentru științe nucleare la unul centrat pe științele sociale, promovând schimburi culturale între statele membre.
În 1970 și 1971 au avut loc conferințe de planificare în Florența și Roma, unde s-a decis ca institutul să se concentreze pe studii postuniversitare și să nu fie în mod direct o instituție a Comunităților.
Cele șase state membre, Belgia, Franța, Germania, Italia, Luxemburg și Țările de Jos au semnat convenția de înființare a IUE în 1972. IUE a fost gândit ca un pilon pentru cercetare și dezvoltare. Convenția IUE a intrat în vigoare în 1975, iar institutul și-a început activitatea în 1976, când primii 70 de cercetători  și-au început activitatea. Misiunea enunțată în anii 1970 este de „promovare a avansării cunoașterii în domenii care sunt de interes special pentru dezvoltarea Europei”.
Danemarca, Irlanda și Regatul Unit au aderat la Comunitățile Europene în 1973 și au aderat succesiv la convenția de înființare a IUE. În 1992 a fost ratificată o nouă convenție, revizuind dispozițiile celei din 1972 și fiind semnată de toate cele 12 state membre ale comunității. Aceasta a intrat în vigoare în 2007, când ultimul stat contractant a ratificat convenția.

## Legături externe
- European University Institute (EUI)
- Robert Schuman Centre for Advanced Studies
- Max Weber Programme Arhivat în 26 aprilie 2009, la Wayback Machine.
- EUI Library